# Phthonosema peristygna
Phthonosema peristygna är en fjärilsart som beskrevs av Eugen Wehrli 1941. Phthonosema peristygna ingår i släktet Phthonosema och familjen mätare. Inga underarter finns listade i Catalogue of Life.